# Hannibal (Fernsehserie)/Episodenliste

Logo zur Serie

Diese Episodenliste enthält alle Episoden der US-amerikanischen Psychothrillerserie Hannibal, sortiert nach der US-amerikanischen Erstausstrahlung. Die Fernsehserie umfasst drei Staffeln mit 39 Episoden.

## Übersicht
| Staffel | Episodenanzahl | Erstausstrahlung USA | Erstausstrahlung USA | Deutschsprachige Erstausstrahlung | Deutschsprachige Erstausstrahlung |
| Staffel | Episodenanzahl | Staffelpremiere      | Staffelfinale        | Staffelpremiere                   | Staffelfinale                     |
| ------- | -------------- | -------------------- | -------------------- | --------------------------------- | --------------------------------- |
| 1       | 13             | 4. April 2013        | 20. Juni 2013        | 30. September 2013                | 19. Dezember 2013                 |
| 2       | 13             | 28. Februar 2014     | 23. Mai 2014         | 18. Juli 2014                     | 22. August 2014                   |
| 3       | 13             | 4. Juni 2015         | 29. August 2015      | 5. September 2015                 | 28. November 2015                 |

## Staffel 1
Die Erstausstrahlung der ersten Staffel war vom 4. April bis zum 20. Juni 2013 auf dem US-amerikanischen Sender NBC zu sehen. Die deutschsprachige Erstausstrahlung der Folgen 1–12 sendete der österreichische Fernsehsender Puls 4 vom 30. September bis zum 17. Dezember 2013, die 13. Folge lief erstmals im deutschsprachigen Raum am 19. Dezember 2013 in Sat.1.
| Nr. (ges.) | Nr. (St.) | Deutscher Titel | Originaltitel | Erstausstrahlung USA | Deutschsprachige Erstausstrahlung (A) | Regie             | Drehbuch                                                   | Zuschauer (USA) |
| ---------- | --------- | --------------- | ------------- | -------------------- | ------------------------------------- | ----------------- | ---------------------------------------------------------- | --------------- |
| 1          | 1         | Töchter         | Apéritif      | 4. Apr. 2013         | 30. Sep. 2013                         | David Slade       | Bryan Fuller                                               | 4,36 Mio.       |
| 2          | 2         | Pilze           | Amuse-Bouche  | 11. Apr. 2013        | 7. Okt. 2013                          | Michael Rymer     | Jim Danger Gray                                            | 4,38 Mio.       |
| 3          | 3         | Hirschgeweih    | Potage        | 18. Apr. 2013        | 14. Okt. 2013                         | David Slade       | David Fury, Chris Brancato & Bryan Fuller Idee: David Fury | 3,51 Mio.       |
| 4          | 4         | Verlorene Jungs | Œuf           | —                    | 21. Okt. 2013                         | Peter Medak       | Jennifer Schuur                                            | —               |
| 5          | 5         | Engel           | Coquilles     | 25. Apr. 2013        | 28. Okt. 2013                         | Guillermo Navarro | Scott Nimerfro & Bryan Fuller Idee: Scott Nimerfro         | 2,40 Mio.       |
| 6          | 6         | Hoffnung        | Entrée        | 2. Mai 2013          | 4. Nov. 2013                          | Guillermo Navarro | Kai Yu Wu & Bryan Fuller Idee: Kai Yu Wu                   | 2,61 Mio.       |
| 7          | 7         | Alles Fleisch   | Sorbet        | 9. Mai 2013          | 11. Nov. 2013                         | Michael Rymer     | Jesse Alexander & Bryan Fuller                             | 2,62 Mio.       |
| 8          | 8         | Dunkler Klang   | Fromage       | 16. Mai 2013         | 18. Nov. 2013                         | Tim Hunter        | Jennifer Schuur & Bryan Fuller                             | 2,46 Mio.       |
| 9          | 9         | Vermächtnis     | Trou Normand  | 23. Mai 2013         | 25. Nov. 2013                         | Guillermo Navarro | Steve Lightfoot                                            | 2,69 Mio.       |
| 10         | 10        | Gesichter       | Buffet Froid  | 30. Mai 2013         | 2. Dez. 2013                          | John Dahl         | Andy Black, Chris Brancato & Bryan Fuller                  | 2,40 Mio.       |
| 11         | 11        | Fieber          | Rôti          | 6. Juni 2013         | 9. Dez. 2013                          | Guillermo Navarro | Steve Lightfoot, Bryan Fuller & Scott Nimerfro             | 2,36 Mio.       |
| 12         | 12        | Köder           | Relevés       | 13. Juni 2013        | 17. Dez. 2013                         | Michael Rymer     | Chris Brancato & Bryan Fuller                              | 2,10 Mio.       |
| 13         | 13        | Minnesota       | Savoureux     | 20. Juni 2013        | 19. Dez. 2013                         | David Slade       | Steve Lightfoot, Bryan Fuller, Scott Nimerfro              | 1,98 Mio.       |

## Staffel 2
Die Erstausstrahlung der zweiten Staffel lief vom 28. Februar bis zum 23. Mai 2014 auf dem US-amerikanischen Sender NBC. Die deutschsprachige Erstausstrahlung sendete der deutsche Pay-TV-Sender Sat.1 emotions vom 18. Juli bis zum 22. August 2014.
| Nr. (ges.) | Nr. (St.) | Deutscher Titel   | Originaltitel | Erstausstrahlung USA | Deutschsprachige Erstausstrahlung (D) | Regie           | Drehbuch                                                                    | Zuschauer (USA) |
| ---------- | --------- | ----------------- | ------------- | -------------------- | ------------------------------------- | --------------- | --------------------------------------------------------------------------- | --------------- |
| 14         | 1         | Farbtöne          | Kaiseki       | 28. Feb. 2014        | 18. Juli 2014                         | Tim Hunter      | Bryan Fuller & Steve Lightfoot                                              | 3,27 Mio.       |
| 15         | 2         | Maisstaub         | Sakizuki      | 7. März 2014         | 18. Juli 2014                         | Tim Hunter      | Jeff Vlaming & Bryan Fuller                                                 | 2,50 Mio.       |
| 16         | 3         | Kein Ende         | Hassun        | 14. März 2014        | 18. Juli 2014                         | Peter Medak     | Jason Grote & Steve Lightfoot                                               | 2,47 Mio.       |
| 17         | 4         | Honig             | Takiawase     | 21. März 2014        | 25. Juli 2014                         | David Semel     | Scott Nimerfro & Bryan Fuller                                               | 2,69 Mio.       |
| 18         | 5         | Pupillen          | Mukozuke      | 28. März 2014        | 25. Juli 2014                         | Michael Rymer   | Ayanna A. Floyd and Steve Lightfoot & Bryan Fuller                          | 3,49 Mio.       |
| 19         | 6         | Suite für Cembalo | Futamono      | 4. Apr. 2014         | 1. Aug. 2014                          | Tim Hunter      | Andy Black, Bryan Fuller, Scott Nimerfro & Steve Lightfoot Idee: Andy Black | 2,18 Mio.       |
| 20         | 7         | Theater           | Yakimono      | 11. Apr. 2014        | 1. Aug. 2014                          | Michael Rymer   | Steve Lightfoot & Bryan Fuller                                              | 2,25 Mio.       |
| 21         | 8         | Pferde            | Su-zakana     | 18. Apr. 2014        | 8. Aug. 2014                          | Vincenzo Natali | Scott Nimerfro, Bryan Fuller & Steve Lightfoot                              | 2,80 Mio.       |
| 22         | 9         | Raubtier Mensch   | Shiizakana    | 25. Apr. 2014        | 8. Aug. 2014                          | Michael Rymer   | Jeff Vlaming & Bryan Fuller                                                 | 2,45 Mio.       |
| 23         | 10        | Höhere Gewalt     | Naka-Choko    | 2. Mai 2014          | 15. Aug. 2014                         | Vincenzo Natali | Steve Lightfoot Idee: Steve Lightfoot & Kai Yu Wu                           | 2,28 Mio.       |
| 24         | 11        | Wangenrot         | Kō No Mono    | 9. Mai 2014          | 15. Aug. 2014                         | David Slade     | Jeff Vlaming & Andy Black                                                   | 1,95 Mio.       |
| 25         | 12        | Hundefutter       | Tome-wan      | 16. Mai 2014         | 22. Aug. 2014                         | Michael Rymer   | Chris Brancato, Bryan Fuller & Scott Nimerfro                               | 2,32 Mio.       |
| 26         | 13        | Vergebung         | Mizumono      | 23. Mai 2014         | 22. Aug. 2014                         | David Slade     | Steve Lightfoot                                                             | 2,35 Mio.       |

## Staffel 3
Im Mai 2014 bestellte NBC eine dritte Staffel, wiederum bestehend aus 13 Folgen. Die US-Ausstrahlung begann am 4. Juni 2015.
| Nr. (ges.) | Nr. (St.) | Deutscher Titel      | Originaltitel                        | Erstausstrahlung USA | Deutschsprachige Erstausstrahlung (D) | Regie             | Drehbuch                                                     | Zuschauer (USA) |
| ---------- | --------- | -------------------- | ------------------------------------ | -------------------- | ------------------------------------- | ----------------- | ------------------------------------------------------------ | --------------- |
| 27         | 1         | Florenz              | Antipasto                            | 4. Juni 2015         | 5. Sept. 2015                         | Vincenzo Natali   | Bryan Fuller & Steve Lightfoot                               | 2,57 Mio.       |
| 28         | 2         | Primavera            | Primavera                            | 11. Juni 2015        | 12. Sept. 2015                        | Vincenzo Natali   | Jeff Vlaming & Bryan Fuller                                  | 1,66 Mio.       |
| 29         | 3         | Nakama               | Secondo                              | 18. Juni 2015        | 19. Sept. 2015                        | Vincenzo Natali   | Angelina Burnett, Bryan Fuller & Steve Lightfoot             | 1,69 Mio.       |
| 30         | 4         | Narben               | Aperitivo                            | 25. Juni 2015        | 26. Sept. 2015                        | Marc Jobst        | Nick Antosca, Bryan Fuller & Steve Lightfoot                 | 1,46 Mio.       |
| 31         | 5         | Im Magen der Bestie  | Contorno                             | 2. Juli 2015         | 3. Okt. 2015                          | Guillermo Navarro | Tom de Ville, Bryan Fuller & Steve Lightfoot                 | 1,23 Mio.       |
| 32         | 6         | Leichtes Gepäck      | Dolce                                | 9. Juli 2015         | 10. Okt. 2015                         | Vincenzo Natali   | Don Mancini, Bryan Fuller & Steve Lightfoot                  | 1,38 Mio.       |
| 33         | 7         | Eisen und Feuer      | Digestivo                            | 18. Juli 2015        | 17. Okt. 2015                         | Adam Kane         | Steve Lightfoot & Bryan Fuller                               | 0,97 Mio.       |
| 34         | 8         | Spiegelscherben      | The Great Red Dragon …               | 25. Juli 2015        | 24. Okt. 2015                         | Neil Marshall     | Nick Antosca, Steve Lightfoot & Bryan Fuller                 | 0,96 Mio.       |
| 35         | 9         | Roter Drache         | … And the Woman Clothed with the Sun | 1. Aug. 2015         | 31. Okt. 2015                         | John Dahl         | Jeff Vlaming, Helen Shang, Bryan Fuller & Steve Lightfoot    | 1,02 Mio.       |
| 36         | 10        | Hinter dem Schleier  | … And the Woman Clothed in Sun       | 8. Aug. 2015         | 31. Okt. 2015                         | Guillermo Navarro | Don Mancini & Bryan Fuller                                   | 1,01 Mio.       |
| 37         | 11        | Das verlorene Licht  | … And the Beast from the Sea         | 15. Aug. 2015        | 14. Nov. 2015                         | Michael Rymer     | Steve Lightfoot & Bryan Fuller                               | 1,03 Mio.       |
| 38         | 12        | Kind eines Alptraums | The Number of the Beast is 666       | 22. Aug. 2015        | 21. Nov. 2015                         | Guillermo Navarro | Jeff Vlaming, Angela Lamanna, Bryan Fuller & Steve Lightfoot | 0,79 Mio.       |
| 39         | 13        | Mondnacht            | The Wrath of the Lamb                | 29. Aug. 2015        | 28. Nov. 2015                         | Michael Rymer     | Bryan Fuller, Steve Lightfoot & Nick Antosca                 | —               |